# Supercoppa di Bulgaria
La Supercoppa di Bulgaria (in bulgaro Суперкупа на България?) è una competizione annuale bulgara in cui si affrontano in un'unica gara i vincitori della massima serie del campionato bulgaro di calcio, e i detentori della Coppa di Bulgaria.

## Albo d'oro
| Anno                   | Vincitore                                                                              | Risultato                                                                              | Finalista                                                                              | Stadio                                                                                 | Spettatori                                                                             |
| ---------------------- | -------------------------------------------------------------------------------------- | -------------------------------------------------------------------------------------- | -------------------------------------------------------------------------------------- | -------------------------------------------------------------------------------------- | -------------------------------------------------------------------------------------- |
| 1989 15 luglio 1989    | CSKA Sofia                                                                             | 1 – 0                                                                                  | FK Černomorec Burgas                                                                   | Stadio 9 settembre, Burgas                                                             | 20 000                                                                                 |
| 2004 31 luglio 2004    | Lokomotiv Plovdiv                                                                      | 1 – 0                                                                                  | Liteks Loveč                                                                           | Stadio Lazur, Burgas                                                                   | 4 500                                                                                  |
| 2005 31 luglio 2005    | Levski Sofia                                                                           | 1 – 1 (3-1 dtr)                                                                        | CSKA Sofia                                                                             | Stadio Nazionale Vasil Levski, Sofia                                                   | 9 894                                                                                  |
| 2006 30 luglio 2006    | CSKA Sofia                                                                             | 0 – 0 (3-0 dtr)                                                                        | Levski Sofia                                                                           | Stadio Nazionale Vasil Levski, Sofia                                                   | 9 751                                                                                  |
| 2007 26 luglio 2007    | Levski Sofia                                                                           | 2 – 1 (dts)                                                                            | Liteks Loveč                                                                           | Stadio Nazionale Vasil Levski, Sofia                                                   | 10 000                                                                                 |
| 2008 3 agosto 2008     | CSKA Sofia                                                                             | 1 – 0                                                                                  | Liteks Loveč                                                                           | Stadio Nazionale Vasil Levski, Sofia                                                   | 10 000                                                                                 |
| 2009 1 agosto 2009     | Levski Sofia                                                                           | 1 – 0                                                                                  | Liteks Loveč                                                                           | Stadio Nazionale Vasil Levski, Sofia                                                   | 7 000                                                                                  |
| 2010 12 agosto 2010    | Liteks Loveč                                                                           | 2 – 1 (dts)                                                                            | Beroe                                                                                  | Stadio Nazionale Vasil Levski, Sofia                                                   | 3 000                                                                                  |
| 2011 30 luglio 2011    | CSKA Sofia                                                                             | 3 – 1                                                                                  | Liteks Loveč                                                                           | Lazur Stadium, Burgas                                                                  | 12 620                                                                                 |
| 2012 11 luglio 2012    | Ludogorec                                                                              | 3 – 1                                                                                  | Lokomotiv Plovdiv                                                                      | Lazur Stadium, Burgas                                                                  | 1 200                                                                                  |
| 2013 10 luglio 2013    | Beroe                                                                                  | 1 – 1 (5-3 dtr)                                                                        | Ludogorec                                                                              | Stadio Nazionale Vasil Levski, Sofia                                                   | 1 100                                                                                  |
| 2014 13 agosto 2014    | Ludogorec                                                                              | 3 – 1                                                                                  | Botev Plovdiv                                                                          | Stadio Lazur, Burgas                                                                   | 4 400                                                                                  |
| 2015 12 agosto 2015    | Černo More Varna                                                                       | 1 – 0                                                                                  | Ludogorec                                                                              | Stadio Lazur, Burgas                                                                   | 1 800                                                                                  |
| 2016                   | Prevista tra Ludogorec e CSKA Sofia. Non disputata a causa dello scioglimento del CSKA | Prevista tra Ludogorec e CSKA Sofia. Non disputata a causa dello scioglimento del CSKA | Prevista tra Ludogorec e CSKA Sofia. Non disputata a causa dello scioglimento del CSKA | Prevista tra Ludogorec e CSKA Sofia. Non disputata a causa dello scioglimento del CSKA | Prevista tra Ludogorec e CSKA Sofia. Non disputata a causa dello scioglimento del CSKA |
| 2017 9 agosto 2017     | Botev Plovdiv                                                                          | 1 – 1 (5-4 dtr)                                                                        | Ludogorec                                                                              | Stadio Lazur, Burgas                                                                   | 3 800                                                                                  |
| 2018 5 luglio 2018     | Ludogorec                                                                              | 1 – 0                                                                                  | Slavia Sofia                                                                           | Trace Arena, Stara Zagora                                                              | 850                                                                                    |
| 2019 3 luglio 2019     | Ludogorec                                                                              | 2 – 0                                                                                  | Lokomotiv Plovdiv                                                                      | Stadio Nazionale Vasil Levski, Sofia                                                   | 3 800                                                                                  |
| 2020 2 agosto 2020     | Lokomotiv Plovdiv                                                                      | 1 - 0                                                                                  | Ludogorec                                                                              | Huvepharma Arena, Razgrad                                                              | -                                                                                      |
| 2021 17 luglio 2021    | Ludogorec                                                                              | 4 - 0                                                                                  | CSKA Sofia                                                                             | Stadio nazionale Vasil Levski, Sofia                                                   | 8 800                                                                                  |
| 2022 1º settembre 2022 | Ludogorec                                                                              | 2 - 2 (4-3 dtr)                                                                        | Levski Sofia                                                                           | Stadio nazionale Vasil Levski, Sofia                                                   | 21 342                                                                                 |
| 2023 10 febbraio 2024  | Ludogorec                                                                              | 1 - 1 (4-2 dtr)                                                                        | CSKA 1948 Sofia                                                                        | Stadio Ivajlo, Veliko Tărnovo                                                          | 2 000                                                                                  |
| 2024 4 febbraio 2025   | Ludogorec                                                                              | 3 - 2                                                                                  | Botev Plovdiv                                                                          | Stadio Hristo Botev, Plovdiv                                                           | 10 123                                                                                 |

## Vittorie per squadra
| Club                 | Vittorie | Sconfitte | Anni vittorie                                  | Anni sconfitte               |
| -------------------- | -------- | --------- | ---------------------------------------------- | ---------------------------- |
| Ludogorec            | 8        | 3         | 2012, 2014, 2018, 2019, 2021, 2022, 2023, 2024 | 2013, 2015, 2017             |
| CSKA Sofia           | 4        | 3         | 1989, 2006, 2008, 2011                         | 2005, 2021                   |
| Levski Sofia         | 3        | 2         | 2005, 2007, 2009                               | 2006, 2022                   |
| Lokomotiv Plovdiv    | 2        | 2         | 2004, 2020                                     | 2012, 2019                   |
| Botev Plovdiv        | 1        | 2         | 2017                                           | 2014, 2024                   |
| Liteks Loveč         | 1        | 5         | 2010                                           | 2004, 2007, 2008, 2009, 2011 |
| Beroe                | 1        | 1         | 2013                                           | 2010                         |
| Černo More Varna     | 1        | -         | 2015                                           |                              |
| FK Černomorec Burgas | -        | 1         |                                                | 1989                         |
| Slavia Sofia         | -        | 1         |                                                | 2018                         |
| CSKA 1948 Sofia      | -        | 1         |                                                | 2023                         |